# Distrikt Matacoto
Der Distrikt Matacoto liegt in der Provinz Yungay in der Region Ancash in West-Peru. Der am 7. November 1955 gegründete Distrikt hat eine Fläche von 47 km². Beim Zensus 2017 wurden 1496 Einwohner gezählt. Im Jahr 1993 lag die Einwohnerzahl bei 1263, im Jahr 2007 bei 1482. Verwaltungssitz ist die auf einer Höhe von etwa 2480 m gelegene Ortschaft Matacoto mit 353 Einwohnern (Stand 2017). Matacoto liegt 4 km südlich der Provinzhauptstadt Yungay.

## Geographische Lage
Der Distrikt Matacoto liegt am Westufer des in Richtung Nordnordwest strömenden Río Santa im Nordwesten der Provinz Yungay. Im Westen reicht er bis zu den Ausläufern der Cordillera Negra.
Der Distrikt Matacoto grenzt im Westen an den Distrikt Pueblo Libre (Provinz Huaylas), im Nordosten an den Distrikt Yungay, im Südosten an die Distrikte Ranrahirca, Mancos und Shupluy sowie im Süden an den Distrikt Cascapara.